# Pulney
Pulney település Franciaországban, Meurthe-et-Moselle megyében. Lakosainak száma 55 fő (2022. január 1.). Pulney Courcelles, Dommarie-Eulmont, Fécocourt, Fraisnes-en-Saintois, Grimonviller, Gugney és They-sous-Vaudemont községekkel határos.

## Népesség
A település népességének változása:
| Lakosok száma | 81   | 59   | 59   | 63   | 64   | 59   | 59   | 56   | 55   | 55   |
|               | 1968 | 1982 | 1990 | 2006 | 2013 | 2015 | 2017 | 2019 | 2020 | 2022 |